# David Serrano de la Peña
David Serrano de la Peña (Madrid, 1975) es un director y guionista de cine español.

## Biografía
Es director, productor, autor, adaptador y guionista de cine, televisión, teatro y teatro musical. 
En cine ha escrito los guiones de la película El otro lado de la cama y de su secuela Los dos lados de la cama. De la primera, que fue vista en España por dos millones ochocientos mil espectadores, se realizó un remake en Francia, On va s'aimer, y se adaptó a teatro en 2004. La obra de teatro ha sido estrenada en España, Argentina (donde fue vista por más de trescientos treinta mil espectadores), en México, Francia, Italia, Paraguay y Panamá. Su primera película como director y guionista fue Días de fútbol, otro gran éxito de taquilla con más de dos millones setecientos mil espectadores y que le valió la nominación como Director Novel a los Premios Goya. También ha dirigido y escrito las películas Días de cine, escrita con Alberto San Juan, Una hora más en Canarias, Tenemos que hablar, escrita con Diego San José, y Voy a pasármelo bien, escrita con Luz Cipriota, película musical estrenada con gran éxito de público y crítica en agosto de 2022. Como productor asociado ha trabajado en las películas Gente de mala calidad y Pagafantas. Como guionista estrenó en 2016 la película El pregón. También como guionista y productor estrenará en julio de 2025 la secuela de Voy a pasármelo bien, titulada Voy a pasármelo mejor y para 2026 se espera el estreno de su última película como director, Laponia.
En televisión ha dirigido los primeros cuatro capítulos de la primera temporada de la serie Vota Juan, protagonizada por Javier Cámara.
En teatro musical es autor del libreto de Hoy no me puedo levantar, estrenada dos veces en España, donde fue vista por más de tres millones de espectadores. Hoy no me puedo levantar se ha estrenado en México en cuatro ocasiones. También es autor junto a Daniel Sánchez Arévalo y Fernando Castets de Enamorados anónimos, dirigida por Blanca Li y Javier Limón, y ha escrito, junto con Fernando Castets y Diego San José, Más de 100 mentiras, musical que también dirigió tanto en España (2011) como en Argentina (2013). En octubre de 2017 estrenó como director y adaptador la versión española del musical Billy Elliot, además de supervisar la escuela que se abrió para la formación de los más de setenta niñas y niños que estrenaron el musical. Billy Elliot se ha convertido en uno de los mayores éxitos de los últimos años en España, con más de novecientos mil espectadores. También ha realizado, junto con su hermano Alejandro, la adaptación en español de West Side Story, estrenada en Madrid en octubre de 2018, y que ha sido elegida por MTI como la versión oficial en castellano para todo el mundo, y la de Mamma mia, estrenada en Madrid en octubre de 2022. Además, es autor de la adaptación a teatro musical de Pantaleón y las Visitadoras, la novela de Mario Vargas Llosa, estrenada en Lima en mayo de 2019. También como director y adaptador, estrenó en 2021 una nueva versión de Grease interpretada por adolescentes y que se mantuvo en cartel hasta abril de 2025. En septiembre de 2022 estrenó como director el musical Matilda, siendo también adaptador del texto junto con su hermano Alejandro. Para estos dos últimos montajes se abrieron sendas escuelas de formación en la que más de cien chicas y chicos se prepararon durante año y medio para los estrenos de los dos musicales. En septiembre de 2023 estrenó como director y adaptador The Book of Mormon, cuyas canciones también ha adaptado con su hermano Alejandro, musical que fue galardonado con el Premio Talía al mejor musical del año. En octubre de 2025 estrenará el musical Wicked.
En teatro ha dirigido, adaptado y coproducido las obras Un tranvía llamado deseo, El hombre almohada, Los hijos, Metamorfosis, estrenada en el Festival de teatro de Mérida en 2019 y que se convirtió en la obra más vista en las 65 ediciones del festival, Port Arthur, Los universos paralelos, Dos más dos (codirigida con Maite Pérez Astorga), Cartas de amor, Buena gente , Lluvia constante, La Venus de las pieles y Agonía y éxtasis de Steve Jobs. Ha dirigido Los asqerosos, basada en la novela De Santiago Lorenzo, Hasta el final de la fiesta y ha escrito las adaptaciones de las obras Días de vino y rosas, Elling, Tierra del fuego, La mentira, Bajo terapia, Entre ella y yo y Perfectos desconocidos (escrita con Dani Guzmán), cuya versión se estrenó en Perú y en México en 2019. Además, ha colaborado en la producción de varias obras más, entre las que se pueden destacar ¿Quién es el señor Smith?, dirigida por Sergio Peris Mencheta y Closer, dirigida por Mariano Barroso. Su adaptación de Dos más dos ha sido estrenada en México, donde estuvo cuatro años en cartel, en Perú, donde hizo dos temporadas, y en Panamá.
Para la plataforma Sonora ha dirigido los podcasts de Los asqerosos e I.D.I.O.T.A., escrita por Jordi Casanovas.

## Filmografía como director y guionista
- El primerizo - corto (1993)
- Piel canela - corto (1995)
- Días de fútbol (2003)
- Días de cine (2007)
- Una hora más en Canarias (2010)
- Tenemos que hablar (2016)
- Voy a pasármelo bien (2022)

## Filmografía como guionista
- El otro lado de la cama (2001)
- Los 2 lados de la cama (2005)
- El pregón (2016)
- Voy a pasármelo mejor (2025)

## Teatro como director
- Más de cien mentiras (2011)
- Agonía y éxito de Steve Jobs (2012)
- Más de cien mentiras montaje en Buenos Aires (2013)
- La venus de las pieles (2014)
- Lluvia constante (2014)
- Buena gente (2015)
- Cartas de amor (2016)
- Dos más dos codirigida con Maite Pérez Astorga (2017)
- Los universos paralelos (Rabbit Hole) (2017)
- Billy Elliot (2017)
- Port Arthur (2019)
- Metamorfosis (2019)
- Los hijos (2019)
- Los aquerosos (2020)
- El hombre almohada (2021)
- Grease (2021)
- Matilda (2022)
- The Book of Mormon (2023)
- Un tranvía llamado deseo (2025)
- Hasta el final de la fiesta (2025)

## Teatro musical como autor
- Hoy no me puedo levantar (2004)
- Enamorados anónimos (2008)
- Más de cien mentiras (2011)
- Pantaleón y las Visitadoras (2019)